# Leonard Peltier
Leonard Peltier (Grand Forks, 12 september 1944) is een Amerikaans-indiaanse activist.
Peltier, een Lakota/Ojibwe-indiaan en lid van de American Indian Movement, zit sinds 1977 gevangen. Hij werd tot tweemaal levenslang veroordeeld op beschuldiging van moord op twee FBI-agenten. Zelf heeft Peltier altijd verklaard onschuldig te zijn. Amnesty International beschouwt hem als een politiek gevangene. In januari 2025 heeft president Joe Biden Peltier last-minute strafvermindering toegekend. Hij mag de rest van zijn levenslange gevangenisstraf thuis uitzitten.

## Veroordeling
Zo werd Peltier door Canada uitgeleverd op basis van valse getuigenverklaringen - zoals de autoriteiten inmiddels hebben toegegeven. Tijdens de rechtszaak, zo bleek later, hield de FBI belangrijk ontlastend bewijsmateriaal achter, intimideerde en manipuleerde getuigen en fabriceerde belastend bewijsmateriaal. Maar de handelingen van de FBI bleken voor de rechter onvoldoende reden om de rechtszaak te heropenen. Ook het naderhand toegeven van de openbare aanklager "niet te weten wie de agenten heeft gedood" en het verzoek van Amnesty International de rechtszaak te heropenen, kon de rechter niet op andere gedachten brengen.
In november 1993 diende Peltier een gratieverzoek bij president Clinton. Dit gratieverzoek werd gesteund door het Europees Parlement, dat op initiatief van de Leonard Peltier Stichting in december 1994 een resolutie aannam. Verder plaatste het parlement grote vraagtekens bij de veroordeling van Peltier en verzocht eveneens "om instelling van een onderzoek naar de juridische onregelmatigheden". Het gratieverzoek werd door Clinton, mede onder zware druk van de FBI, vlak voor de inauguratie van George W. Bush genegeerd. In juli 2005 werd Peltier van de gevangenis in Leavenworth (Kansas) overgeplaatst naar de US Penitentiary in Lewisburg (Pennsylvania).
Op 18 januari 2017 weigerde ook toenmalig president Barack Obama gratie te verlenen aan Peltier, die ernstig ziek was en volhield onschuldig te zijn.
Op 20 januari 2025, de laatste dag van zijn termijn, zette president Joe Biden Peltiers gevangenisstraf om in een huisarrest.

## Steun
Meer dan 500 bekende mensen hebben een petitie voor zijn vrijlating ondertekend, waaronder Desmond Tutu, Michail Gorbatsjov, Madonna, Bono, Sting, Vivienne Westwood, Giorgio Armani, Cher, Elton John, Oliver Stone, Bob Geldof en Kate Moss. Ook bekende Belgen en Nederlanders als Europees Commissaris Louis Michel, voormalig Secretaris-Generaal van de NAVO Willy Claes, schrijver Kees van Kooten en modeontwerpster Ann Demeulemeester hebben de petitie ondertekend. In 1989 bracht Little Steven het nummer "Leonard Peltier" uit op zijn album "Revolution". De Amerikaanse alternatieve-hardrockband Rage Against The Machine schreef over de misstanden rond de arrestatie en veroordeling van Peltier het nummer Freedom, dat verscheen op hun album Rage Against The Machine.
In Nederland heeft de gemeenteraad van Groningen in juni 1993 een resolutie aangenomen, gericht aan de President van de Verenigde Staten. Daarin werd aangedrongen op strafverkorting en werd verzocht een onderzoek in te stellen naar gerechtelijke onjuistheden. In 1994 nam het Europees Parlement een resolutie aan met dezelfde eisen. In 1997 volgde eenzelfde resolutie van het Belgisch Parlement. Zowel het Europees als Belgisch Parlement adopteerden een follow-up resolutie in respectievelijk 1999 en 2000. Het Italiaans Parlement nam een resolutie aan in 1998 met de vraag de eisen van de eerste E.P. resolutie te respecteren.